# Aģe
Die Aģe (deutsch: Adia oder Adja; livisch: Adya) ist ein Fluss in Lettland.
Die Aģe bildet den Ausfluss aus dem See  Aģes ezers rund 30 km südsüdöstlich von Limbaži (deutsch: Lemsal) und 20 km nördlich von Sigulda. Sie fließt zunächst in nordwestlicher Richtung über Vidriži (deutsch: Widdrisch) ab, wendet sich später nach Südwesten und fließt über Skulte (deutsch: Adiamünde), wo sie von der lettischen Staatsstraße Autoceļš A1 (einem Abschnitt der Via Baltica) gequert wird, zum Meer und mündet in bei Zvejniekciems in die Rigaer Bucht der Ostsee.
Die Länge der Aģe beträgt rund 43 km, das Einzugsgebiet 214,9 km².